# Escuela de Derecho Ave María
La Escuela de Derecho Ave María (Ave Maria School of Law), es una escuela de derecho católica, ubicada en Naples (Florida). Hasta 2009 estuvo establecida en Ann Arbor (Míchigan). Tiene 330 estudiantes matriculados provenientes de diversos estados, países y trasfondos religiosos. La Escuela Ave Maria se basa en una filosofía de derecho natural y enseña el derecho dentro del contexto y la tradición intelectual católica. Políticamente su cuerpo docente y estudiantil tiene una tendencia conservadora.